# Говори, Господе
Говори, Господе је српска православна духовна песма.
Текст пише Свети владика Николај Велимировић (1880-1956). Најпознатији аранжман песме урадио је Андреј Андрејевић. У Библији, у старозаветној Књизи Самуиловој, стоји:
Господ дође, стане тамо, и позове као раније: „Самуило, Самуило!“ Самуило одговори: „Говори, Господе, јер слуга твој слуша.“
Песму је 2018. године снимила Даница Црногорчевић, налази се на албуму Господе, дођи. Године 2023. песму је обрадила руска рок група под вођством Родиона Јуданова (рус. Родион Юданов).